# Two Guitars
Two Guitars ist ein Album des Jazzgitarristen Vic Juris. Die Aufnahmen entstanden im Februar 2018 und erschienen im selben Jahr auf dem Label SteepleChase Records. Der Titel des Albums nimmt Bezug darauf, dass Juris sowohl eine Halbresonanzgitarre als auch eine Stahlsaiten-Akustikgitarre spielte. Es war die letzte Veröffentlichung von Vic Juris, der Ende 2019 starb.

## Hintergrund
Beginnend mit Roadsong (1978) spielte Vic Juris bis 2018 eine Reihe von Alben unter eigenem Namen ein. In seinem Trio spielten bei Two Guitars seine langjährigen Partner Jay Anderson (Kontrabass) und Adam Nussbaum (Schlagzeug), mit denen er in den Jahren zuvor die Alben Omega Is the Alpha (2009), Blue (2014) und Eye Contact (2016) aufgenommen hatte. Das Album enthält die Hommagen „To John“ und „Chant for Larry“ an die kurz zuvor verstorbenen Gitarristen John Abercrombie (1944–2017) und Larry Coryell (1943–2017).

## Titelliste
- Vic Juris – Two Guitars (SteepleChase SCCD 31869)

1. Cerise 7:04
2. E.S.P (Wayne Shorter) 4:59
3. In Three for Two 3:49
4. To John 6:52
5. Sarasota 5:35
6. A Chant for Larry 7:03
7. Julia (Lennon/McCartney) 7:38
8. Dreaming 5:03
9. Mayaguez 7:03
10. Kirby’s Scene 6:57

- Alle anderen Komposition stammen von Vic Juris.

## Rezeption

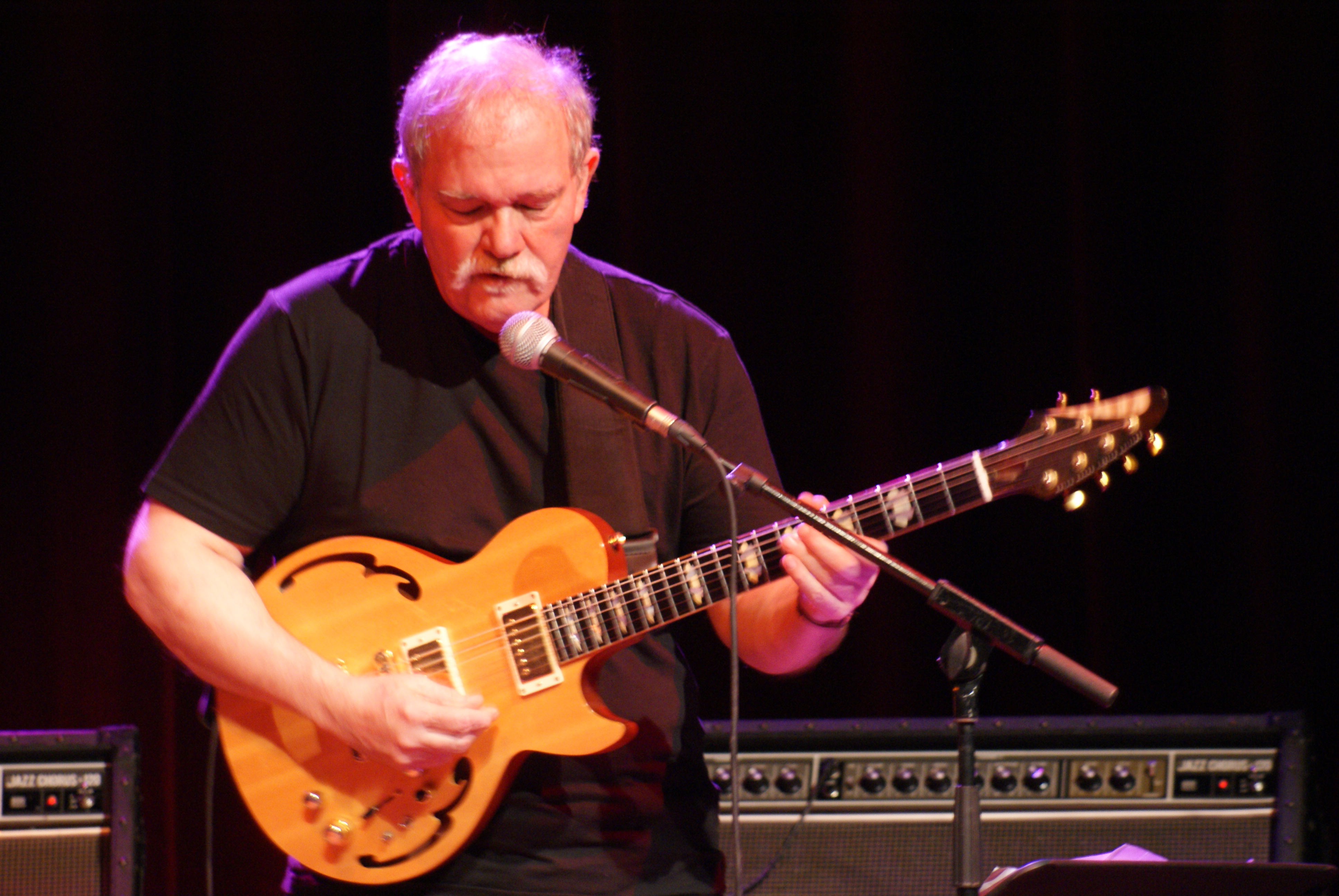
John Abercrombie (2008)

Mike Joyce (JazzTimes) lobte, das Album strotze vor tonalen Kontrasten, die von elektrischen Hohlkörpergitarren und Akustikgitarren mit Stahlsaiten erzeugt werden. Wenn man das bunte Klangspektrum, die frischen Themen und die aufmerksame, subtile, manchmal treibende Unterstützung durch den Bassisten Jay Anderson und den Schlagzeuger Adam Nussbaum betrachte, sei es keine Überraschung, dass Juris Two Guitars als eine seiner besten Aufnahmen ansehe. Die beiden leidenschaftlich vorgetragenen Hommagen an seine Kollegen Abercrombie und Coryell auf der elektrischen Gitarre „zaubern, auch dank der in der Rhythmusgruppe üblichen Finesse, eine ausgesprochen stimmungsvolle Stimmung.“ Joyce hebt auch die Leistungen des Gitarristen mit seiner Fähigkeit für faszinierende harmonische Schemata hervor, so in „Cerise“, einem recht komplizierten Thema. In geradlinigeren Darbietungen auf der elektrischen Gitarre komme häufig das packende Gespür von Juris zum Einsatz, mit dem man Einzelton-Läufe mit resonanten Akkorden kompensieren kann, um den engen Arrangements mehr Textur und Dynamik zu verleihen. Eine fantasievolle Interpretation von Wayne Shorters „E.S.P.“ bewegt sich von arpeggierten Linien zu schnellem Swing; der schimmernde akustische Walzer „In Three for Two“ passe elegant zu Juris und Anderson. Es sei ein Vergnügen, Juris wieder auf der akustischen Gitarre zu hören; so begleitet er seine Session-Kollegen bei der Orchestrierung eines Pop-Hits, Lennon/McCartneys „Julia“, ohne jemals seine melodische Anziehungskraft zu beeinträchtigen.
Nach Ansicht von Andy Hamilton, der das Album im Jazz Journal rezensierte, unterscheidet sich dieses Album von seinen Vorgängern darin, dass es hauptsächlich Originalkompositionen des Bandleaders enthält. Ein weiterer Kontrast bestehe darin, dass Juris auf früheren Alben hauptsächlich E-Gitarre und auch etwas akustische Gitarre spielte; dies sei diesmal gleichmäßiger verteilt. Juris sei ein subtiler Stylist, „daher ist ein sorgfältiges Zuhören erforderlich. Es ist ein intelligent konzipiertes Programm an Material, in dem Juris’ eigene Kompositionen herausragend sind.“ Dies sei eine weitere wirklich entzückende Veröffentlichung dieses hervorragenden Musikers.
Ken Dryden notierte im New York City Journal: „Die erfinderischen Linien und die reichen harmonischen Gaben von Juris werden von Anfang an deutlich, ebenso wie die Vertrautheit des Trios untereinander. Das Trio… ist wirklich interaktiv in seiner atemberaubenden Interpretation. Es ist schwer, einen Jazzkünstler in den Sechzigern als ‚Talent, das eine breitere Anerkennung verdient‘ zu bezeichnen, aber mit CDs wie dieser habe Vic Juris ein gutes Argument geliefert.